# Hans-Christoph Diener
Hans-Christoph Diener (* 19. März 1951 in Pfullendorf) ist ein deutscher Neurologe und ehemaliger Professor für Neurologie an der Universitätsklinik Essen. Außerdem ist er Autor neurologischer Fachliteratur und Herausgeber wissenschaftlicher Zeitschriften.

## Leben und Karriere
Diener besuchte die Grundschule in seinem Heimatort und anschließend das Gymnasium Stockach. Nach dem Militärdienst bei einer Sanitätseinheit studierte er von 1970 bis 1975 an der Albert-Ludwigs-Universität in Freiburg im Breisgau Medizin und von 1972 bis 1975 Psychologie. 1982 wurde er an der Universität Tübingen habilitiert, wo er inzwischen als Mediziner tätig war. Bis 1989 arbeitete er in Tübingen als Neurologe und Leitender Oberarzt an der Neurologischen Klinik der Universität.
Von 1989 bis April 2016 war er Direktor der Klinik für Neurologie am Universitätsklinikum Essen und anschließend bis 2019 Seniorprofessor für Klinische Neurowissenschaften an der Universität Duisburg-Essen. Seit 2020 leitet Diener die Abteilung für Neuroepidemiologie an derselben Universität.
1994 gründete er die erste Stroke Unit in Deutschland. 2006 initiierte er das „Westdeutsche Kopfschmerzzentrum“ am Universitätsklinikum Essen und war Leiter des Deutschen Kopfschmerzkonsortiums. Er gründete 2010 das Schwindelzentrum in Essen und 2015 das Rückenschmerzzentrum.

## Engagement und Auszeichnungen
Diener war 2003/2004 Vorsitzender der Deutschen Gesellschaft für Neurologie (DGN) und Vorsitzender der DGN-Leitlinienkommission.
2005 erhielt Diener den Seymour Solomon Lecture Award der American Headache Society. 2010 wurde er mit der Max-Nonne-Gedenkmünze für seine „herausragenden Verdienste im Fach Neurologie“ ausgezeichnet.
Um 2011 war Diener Präsident der Internationalen Kopfschmerzgesellschaft (International Headache Society).

## Zusatzeinnahmen
2016 haben rund 20.000 Ärzte und Menschen in Heilberufen offengelegt, welche Vergütungen sie von Pharmaunternehmen bekommen haben. Im Jahr 2015 hat Diener 200.000 Euro von Pharmaunternehmen erhalten und dazu ca. 75.000 Euro mit Büchern, Artikeln und als Herausgeber eingenommen. Nach eigenen Aussagen sind von diesen Beträgen 265.000 Euro für Klinikstellen im Kopfschmerzzentrum, Schwindelzentrum und in der Neurologie weitergegeben worden.

## Forschungsschwerpunkte
Zu Dieners Schwerpunkten zählten die Erforschung von Kopfschmerzen sowie neurologischer Aspekte von Herz-Kreislauf-Erkrankungen, insbesondere Schlaganfällen. Laut der Rechercheplattform Web of Science veröffentlichte der Neurologe 1818 Artikel, die mehr als hunderttausend Mal in wissenschaftlicher Literatur zitiert wurden (Stand 2023). Sein h-Index beträgt 130.

## Veröffentlichungen (Auswahl)
Der Katalog der Deutschen Nationalbibliothek führt Diener als Verfasser oder Herausgeber von 220 Monografien, darunter „Therapie und Verlauf neurologischer Erkrankungen“, das als neurologisches Standardwerk gilt. Außerdem ist er Herausgeber der Fachzeitschriften Neurology Up2date, Arzneimitteltherapie sowie Info Neurologie & Psychiatrie und sitzt in der Redaktion weiterer Zeitschriften.
- Klinik und Therapie zerebraler Durchblutungsstörungen. 2. Auflage. VCH, Weinheim / Basel / Cambridge / New York 1993, ISBN 978-3-527-15530-9.
- mit Volker Limmroth: Neurologie für Praktiker. Steinkopff, Darmstadt 2002, ISBN 978-3-7985-1042-5.
- Kopf- und Gesichtsschmerzen: Diagnose und Behandlung in der Praxis. 2. Auflage. Thieme, Stuttgart / New York 2002, ISBN 978-3-13-104742-7.
- mit Eberhard von Hodenberg: Herzinfarkt und Schlaganfall: Prophylaxe und Akuttherapie. 2. Auflage. Thieme, Stuttgart / New York 2000, ISBN 978-3-13-105522-4.
- mit Stefan Lüders und Joachim Schrader: Der Schlaganfallpatient. Arcis-Verlag, München 2003, ISBN 978-3-89075-160-3.
- Management des Schlaganfalls. Thieme, Stuttgart / New York 2004, ISBN 978-3-13-133331-5.
- Migräne: ein Leitfaden für Betroffene. TRIAS, Stuttgart 2005, ISBN 978-3-8304-3299-9.
- Migräne. Thieme, Stuttgart 2006, ISBN 978-3-13-105872-0.
- mit Charly Gaul, Andreas Totzeck und Anja Nicpon: Patientenratgeber Kopfschmerzen und Migräne. ABW Wissenschaftsverlag, Berlin 2016,  ISBN 978-3-940615-53-4
- mit Christoph Maier und Ulrike Bingel: Schmerzmedizin. Elsevier, München 2017, ISBN 978-3-437-21544-5
- Referenz Neurologie (Hrsg.). Thieme, Stuttgart 2019, ISBN 978-3-13-241387-0
- Der Migräne-Therapiekompass. TRIAS, Stuttgart 2021, ISBN 978-3-432-11448-4
- Therapie und Verlauf neurologischer Erkrankungen (Hrsg.). 8. Auflage. Kohlhammer, Stuttgart 2023, ISBN 978-3-17-039966-2